# سید محمدباقر حکیم
سیّد محمّدباقر طباطبائی حکیم (۱۹۳۹ م/ ۱۳۱۸ ه.ش در نجف – ۲۹ اوت ۲۰۰۳/ ۷ شهریور ۱۳۸۲ در نجف)، روحانی و فعال سیاسی عراقی، رئیس مجلس اعلای اسلامی عراق و یکی از مشهورترین روحانیون فعال سیاسی عراق در قرن بیستم بود. حکیم در شهریور ۱۳۸۲ پس از اقامه نماز جمعه در نجف بر اثر انفجار بمب کشته شد.

## نسب
محمدباقر حکیم از سادات طباطبایی است که نَسَبِ ایشان به ابراهیم طباطبا پسر اسماعیل دیباج  پسر ابراهیم غمر  پسر حسن مثنی  پسر حسن مجتبی می‌رسد. 
وی فرزند سید محسن حکیم می‌باشد. وی در امور سیاسی متأثر از استادش سید محمدباقر صدر بود.

## گریز به ایران
حکیم در نیمه اول سال ۱۹۸۳ موفق به فرار از عراق شد. صدام دستور بازداشت ۱۶ نفر از افراد خانواده حکیم و شکنجه آنها به طرق مختلف و سپس اعدام آنها را صادر کرد. پیامی نیز به این مفهوم به ایشان صادر شد که اگر به تحریک مردم علیه رژیم اقدام کند کشتارها ادامه پیدا خواهد کرد.

## سازمان بدر
وی رابطه نزدیکی با جمهوری اسلامی ایران داشت و بنیانگذار سپاه بدر بود که در جنگ ایران و عراق در کنار ایران علیه رژیم بعث جنگیدند.

## ترور
سید محمدباقر حکیم در تاریخ ۷ شهریور ۱۳۸۲ سه ماه پس از سقوط صدام و بازگشتش به عراق، پس از اقامه نماز جمعه در حین خروج از حرم امیرالمومنین در نجف بوسیله یک بمب قوی ترور شد. در این واقعه ۸۵ نمازگزار دیگر نیز همراه او کشته شدند.